# Cassie Davis
Cassie Maree Davis (ur. 5 sierpnia 1986 w Gnangara (Australia Zachodnia)) – australijska wokalistka, producentka, kompozytorka i autorka tekstów. Zadebiutowała singlem „Like it Loud” w 2009 roku.

## Życiorys
Jej ojciec jest ewangelicznym pastorem w Perth. Davis nagrała swoje pierwsze piosenki na swoim komputerze osobistym w wieku 12 i pojechała do Stanów Zjednoczonych sześć lat później, towarzyszyła jej starsza siostra, Emma.
W styczniu 2009 roku wydała pierwszy solowy singel „Like it loud”, który osiągnął status złota w Australii Premiera debiutanckiego albumu odbyła się 14 sierpnia

## Dyskografia

### Albumy studyjne
| Rok  | Album                                                              | Pozycja | Certyfikat | Sprzedaż |
| Rok  | Album                                                              | AUS     | Certyfikat | Sprzedaż |
| ---- | ------------------------------------------------------------------ | ------- | ---------- | -------- |
| 2009 | Differently - pierwszy album studyjny - Premiera: 14 sierpnia 2009 | 14      | -          | -        |

### Single
| Rok  | Singel                             | Pozycja | Certyfikat | Album       |
| Rok  | Singel                             | AUS     | Certyfikat | Album       |
| ---- | ---------------------------------- | ------- | ---------- | ----------- |
| 2009 | "Like It Loud"                     | 11      | Złoto      | Differently |
| 2009 | "Differently" (feat. Travis McCoy) | 29      | Złoto      | Differently |
| 2009 | "Do It Again"                      | 24      | -          | Differently |
| 2009 | "No More"                          | 90      | -          | Differently |
| 2010 | "Don't Wanna Dance"                | -       | -          | Differently |

### Gościnne występy
| Rok  | Wykonawca                                 | Utwór          | Album       |
| ---- | ----------------------------------------- | -------------- | ----------- |
| 2009 | Warren G (feat. Snoop Dogg, Cassie Davis) | "Swagger Rich" | The G Files |